# Мите Анастасов
Димитър (Мите, Демо) Делов Анастасов е български революционер, деец на Вътрешната македоно-одринска революционна организация.

## Биография
Анастасов е роден в кратовското село Койково, тогава в Османската империя. Влиза във ВМОРО и изпълнява терористични задачи и едновременно е селски войвода. По-късно е задграничен куриер на Кюстендилския революционен пункт. При избухването на Балканската война в 1912 година е доброволец в Македоно-одринското опълчение в  четата на Славчо Абазов.
През Първата световна война е в редиците на Шестдесет и трети пехотен полк на Българската армия. Умира на 1 октомври 1915 година в Кюстендил.